# QSO B2126-158
QSO B2126-158 ou PKS 2126-158 est un lointain blazar multi-émetteur connue pour avoir un immense jet de matière.
QSO B2126-158 se situe dans la constellation du Capricorne à 5 milliards d'années-lumière,,.

## Découverte
QSO B2126-158 a été découvert lors d'une étude du ciel profond par l'Australia Telescope Compact Array dans une fréquence de 1 à 10 GHz.

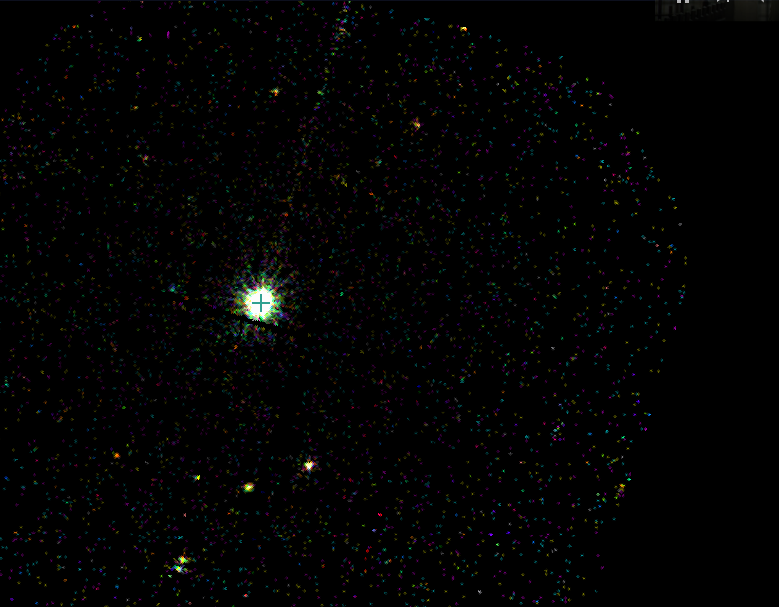
Image de QSO B2126-158
prise par le XMM-Newton

## Caractéristiques
QSO B2126-158 se fera remarquer parmi les autres objets par son émission radio particulière, cette particularité est due au champ magnétique de celui-ci.
Une ré-étude faite par le Compact Array dans la fréquence de 15 à 90 jusqu'à 128 MHz  montre que QSO B2126-158 possède l'un des champs magnétiques les plus puissants de l'univers, son champ magnétique est si puissant que le signal de QSO B2126-158 été polarisé. Pour qu'une polarisation du vide se produise, le vide doit être soumis à un champ magnétique supérieur à 1015 teslas.
Selon la source  QSO B2126-158 fait partie d'une galaxie naine,

## Trou noir
Le trou noir qui siège au centre de QSO B2126-158 a une masse estimée de 10 milliards de masses solaires, cette estimation a été faite avec la technique de la lumière bolométrique

## Référence
1. ↑  « QSO B2126-158 », sur simbad.u-strasbg.fr (consulté le 19 mars 2022)
2. ↑  « Stellarium Web Online Star Map », sur stellarium-web.org (consulté le 19 mars 2022)
3. ↑  (en) « Convert Red Shift (z) to Light Year , Astronomical », sur www.convert-me.com (consulté le 19 mars 2022)
4. 1 2  (en) S. P. O'Sullivan N. M. McClure-Griffiths I. Feain B. M. Gaensler, « Broadband radio circular polarization spectrum of the relativistic jet in PKS B2126-158 », ?,‎ ?, p. 9 (lire en ligne  [PDF])
5. ↑  (en) F. Taris, A. Andrei, A. Klotz et F. Vachier, « Optical monitoring of extragalactic sources for linking the ICRF and the future Gaia celestial reference frame - I. Variability of ICRF sources », Astronomy & Astrophysics, vol. 552,‎ 1er avril 2013, A98 (ISSN 0004-6361 et 1432-0746, DOI 10.1051/0004-6361/201219686, lire en ligne, consulté le 19 mars 2022)
6. ↑  « INSPIRE », sur inspirehep.net (consulté le 19 mars 2022)
7. ↑  (en) « Optical monitoring of extragalactic sources for linking
the ICRF and the future Gaia celestial reference frame.
I. Variability of ICRF sources », ?,‎ ?, p. 9 (lire en ligne  [PDF])